# روس لي
روس لي (بالإنجليزية: Russ Lee)‏ مواليد 27 يناير 1950 في بوسطن، هو لاعب كرة سلة أمريكي سابق. بدأ مسيرته الاحترافية في سنة 1972. تم اختياره من قبل فريق ميلووكي باكز خلال الدرافت. يبلغ طوله 6 قدم 5 بوصة (2.0 م). اعتزل اللعب في 1974. لعب مع ميلووكي باكز ويوتا جاز.

## روابط خارجية
- روس لي على موقع إن بي أي (الإنجليزية)
- روس لي على موقع سبورتس رفرنس (الإنجليزية)
- روس لي على موقع كلية كرة السلة في سبورتس رفرنس.كوم (الإنجليزية)
- روس لي على موقع ريلجم (الإنجليزية)
- روس لي على موقع بروبوليرز (الإنجليزية)